# Демократска странка федералиста
Демократска странка федералиста, скраћено ДСФ, политичка је странка у Босни и Херцеговини.
Основао ју је у Сарајеву 2. маја 1990. године Драган Ђокановић, који је уједно и њен предсједник. Сједиште странке се од 2010. године налази у Источном Сарајеву.
Ђокановић је основао и огранак стране у Србији, а странка је званично регистрована 2013. године.
ДСФ је учествовала на оснивачкој Скупштини српског народа у БиХ и у оснивању институција Републике Српске. Предсједник странке Драган Ђокановић је био повјереник предсједништва Српске и члан Владе Српске. ДСФ је напустио коалицију са Српском демократском странком, због оптужби да је СДС прекршила Женевску конвенцију и устав Српске.

## Учешће на изборима

### Избори 1990.
Демократска странка федералиста, наступила је са кандидатима из сва три конститутивна народа, а Др Драган Ђокановић био је носилац листе. Са посланицима Српске демократске странке напустио је Скупштину БиХ прије усвајања Меморандума о независности.

### Избори 1996.
Демократска странка федералиста, Драгана Ђокановића, била је једина странка из РС која је изашла на изборе само за органе Републике Српске. Све друге странке кандидовале су кандидате и за органе Босне и Херцеговине.

### Избори 2007.
На пријевремене изборе 2007 године Др Драган Ђокановић изашао је као независан кандидат и залагао се за смјену предсједника Владе Републике Српске Милорада Додика. Освојио је 849 гласова или 0,21%.